# 維克托里夫卡 (涅任區)
50°47′24″N 31°56′34″E / 50.79000°N 31.94278°E
維克托里夫卡（烏克蘭語：Вікторівка），是烏克蘭北部的村莊，隸屬切爾尼希夫州的尼任區。該村始建於1600年，面積0.99平方公里，海拔高度126米，2025年人口150，人口密度每平方公里288.6人。